# ゲッターロボ デヴォリューション -宇宙最後の3分間-
『ゲッターロボ デヴォリューション -宇宙最後の3分間-』（ゲッターロボ DEVOLUTION うちゅうさいごのさんぷんかん）は、永井豪・石川賢原作、清水栄一・下口智裕作画による日本の漫画作品。『別冊少年チャンピオン』（秋田書店）にて、2016年1月号から2019年7月号まで連載されていた。
永井・石川によるメディアミックス作品『ゲッターロボ』を原作とする漫画で、2022年にはゲーム『スーパーロボット大戦30』にキャラクター・メカニックが登場し、初の映像化となった。キャラクターの担当声優は原作者の清水が指名している他、戦闘BGMの作曲も清水が担当している。

## ストーリー
孤独を好む少年・流竜馬はある日、異形の怪物「不進化体」によってクラスメイトたちを惨殺され、学校も破壊される。そこに現れた謎の老人・早乙女博士の導きにより、ゲッターロボに乗り込む。竜馬は同じくゲッターロボのパイロットとなる神隼人・巴武蔵と共に、戦いへと身を投じる。
不進化体との戦いを続けていく中で、竜馬たちはこの世界が仮想世界であり、自身たちが作られた存在であることを知る。

## 登場人物
担当声優は『スーパーロボット大戦30』での配役。

### 早乙女研究所
流竜馬（ながれ りょうま）
声 - 梶裕貴
本作の主人公。ゲッター1のパイロット。幼い頃に両親を殺害されたことがトラウマとなっており、大切なものを奪われることがないように他人との関わりを避けるようになっていた。
神隼人（じん はやと）
声 - 細谷佳正
ゲッター2のパイロット。天才と称される大学生。支配者階級によって支配されている世界を破壊し、「世界の真実」を暴くためにことを目的としている。戦争や革命を目的としており、そのための資金集めを仲間たちと行っていた。
頭脳だけでなく体力や格闘センスも天才的であり、竜馬の空手を一目見ただけで使いこなしている。
巴武蔵（ともえ むさし） / 車弁慶（くるま べんけい）
声 - 花江夏樹
ゲッター3のパイロット。気さくで人当たりの良い少年。地元の高校では柔道部に所属していた。地元では既に死亡したことになっている。パイロットとしての力量はほかの二人に対して劣っており、シミュレーターで頻繁に訓練を行なっている。
本来の巴武蔵は既に死亡しており、この武蔵は引き取られた養子である。生まれてすぐに病院から何者かによって連れ去られ、巴家の玄関前に捨てられていた所を巴家に引き取られた。親は隠していたが、武蔵は薄々勘づいており、「巴武蔵」として生きることがアイデンティティとなっている。早乙女博士の調査により本名の「車弁慶」が発覚してからは、弁慶を名乗っている。
早乙女（さおとめ）
ゲッターロボの開発者。「皇帝の欠片」と呼ばれる存在により、並行世界の様々な知識・経験を有している。
敷島（しきしま）
早乙女研究所の職員。暴走しがちなゲッターロボパイロットや早乙女博士に振り回される常識人。
敷島（父）
早乙女研究所の職員。敷島の父で、竜馬たちからは敷島との区別のため「敷島の爺さん」と呼ばれている。

### パイロットの関係者
ミチル
竜馬のクラスメイト。生徒会副会長で真面目な性格。竜馬のことを気にかけている。不進化体の襲撃により死亡する。
死亡した後は、ゲッター線がミチルの姿を借りて度々現れるようになる。
松村
竜馬のクラスメイト。父親が市議会議員であり、その権力を笠に着ている。不進化体の襲撃により死亡する。
達人、石井
隼人と共に資金集めをしていた仲間たち。早乙女博士が隼人をスカウトしに来た際に殺害される。

### 現実世界の早乙女研究所
流竜馬
現実世界の竜馬。
神隼人
現実世界の隼人。
車弁慶
現実世界の弁慶。
早乙女
現実世界の早乙女博士。
早乙女ミチル
現実世界のミチル。

### その他の登場人物
蘭堂（らんどう）
仮想世界における日本の政治家。ゲッターロボを危険な存在として、日本政府で管理すべきと主張している。
別の並行世界ではプロフェッサー・ランドウと呼ばれていた存在。現実世界の竜馬たちからは邪魔だと判断され、殺害された。
凱
現実世界における自衛隊の職員。
一文字號（いちもんじ ごう）
現実世界にて、弁慶を慕う青年。

## 登場メカ

### ゲッターロボ（仮想世界）
早乙女博士と敷島博士（父）が開発した、3機のゲットマシンが合体して完成する戦闘ロボット。イーグル号・ジャガー号・ベアー号の組み合わせで形態が変化する。
その正体は仮想世界内のシミュレーションの繰り返しによって生まれた「ゲッターエンペラー」。繰り返されたシミュレーションのデータを現実世界にオーバーロードすることで、現実世界のゲッター1を進化させることが目的であった。目的通りに仮想世界を構築する「皇帝の欠片」が破壊され、現実世界のゲッター1にデータがオーバーロードされたが、仮想世界の竜馬の強い意志が現実世界のゲッター1のデータの一部と認識されていた仮想世界のゲッターロボ、竜馬たち仮想世界のゲッターチームが現実世界へと実体化する想定外の事態を引き起こした。
ゲッター1
イーグル号がメインとなる形態。両肩外装部に収納されているトマホークと、胸部中央から発射されるゲッタービームが主武装。マント状のゲッターウイングを展開することで、超高速飛行を可能とする。
ゲッター1（適者進化態）
ゲッター線が竜馬に適応し、ゲッターロボを進化させて現実世界へ実体化した姿。巨大な翼と尻尾が生えている。

ゲッター2
ジャガー号がメインとなる形態。武装は左腕に装備したドリルのみ。陸上での超高速戦闘を得意としており、最高速度は不明ながら残像を産むほどのスピードを出すことができる。ドリルを用いた地中潜航が可能なほか、脚部スラスターを用いて短時間ながら飛行ができる。
ゲッター3
ベアー号がメインとなる形態。背部コンテナ、リアアーマー、脚部に大量のミサイルを装備している。伸縮可能な両腕を用いた格闘戦も可能。水中戦を想定しており、深海でも耐えられる装甲を持つ。ゲッター2同様に脚部スラスターを用いての短時間の飛行が可能。

### ゲッター1（現実世界）
現実世界で造られた最初にして最後のゲッターロボで、来たるべきアンチゲッター線を扱う者達との戦いのために仮想世界群のマスターサーバーとして運用されているため、分離・合体機構が物理的に固定されておりゲッター2や3への変形が不可能。
進化を早めるために現実世界の早乙女が送り込んだ不進化体と仮想世界群のゲッターチームの戦闘データをオーバーロードさせ、究極のゲッターロボに進化させようとするが、仮想世界のゲッターロボとゲッターチームが実体化するという想定外の事態が起こり、全ての戦闘データは仮想世界のゲッターロボに奪われてしまった。

### 不進化体
特定の人間にしか感知できない異形の存在で、人類にとって不要とされた「休眠遺伝子」で構成されている。「転化」と呼ばれる形態変化により、ゲッターロボに似た姿に変化する。
その正体は現実世界のゲッター1の進化を早めるために、現実世界の早乙女が仮想世界に送り込んだ存在。
作中ではゲッター1・2・3、ゲッタードラゴン・ライガー・ポセイドンを模した姿へと転化した。不進化体ドラゴンはゲッターエネルギーを取り込むことでゲッターエンペラーを模した進化体エンペラーへと進化したが、再現しきれなかったため、顔と腕だけという歪な姿となっている。

### ゲッターウィル
現実世界にて人類を脅かしていた存在。ゲッターエンペラーを模した姿をしている。ゲッター線に進化を否定された宇宙中の星々がアンチゲッター線によって繋いだ巨大なネットワークによって構成されている、「宇宙の意志」とも呼べる存在。
本作のアンチゲッター線が『偽書ゲッターロボ ダークネス』と同一の存在かは不明。

## ゲーム
『スーパーロボット大戦30』
バンダイナムコエンターテインメントから発売されたNintendo Switch、PlayStation 4、Steam用ゲームソフト。
2022年4月20日配信の有料ダウンロートコンテンツ「エキスパンションパック」にて、本作のキャラクター・メカニックが登場している。

## 書誌情報
- 原作：永井豪・石川賢、漫画：清水栄一・下口智裕 『ゲッターロボ デヴォリューション -宇宙最後の3分間-』 秋田書店〈少年チャンピオン・コミックス エクストラ〉、全5巻
  1. 2016年7月8日発売[秋 1]、ISBN 978-4-253-13141-4
  2. 2017年1月6日発売[秋 2]、ISBN 978-4-253-13142-1
  3. 2017年10月6日発売[秋 3]、ISBN 978-4-253-13143-8
  4. 2018年10月5日発売[秋 4]、ISBN 978-4-253-13144-5
  5. 2019年10月8日発売[秋 5]、ISBN 978-4-253-13145-2

### 秋田書店
以下の出典は『秋田書店』内のページ。書誌情報の発売日の出典としている。
1. ↑  “ゲッターロボ DEVOLUTION ~宇宙最後の3分間~ 第1巻”.   秋田書店. 2022年5月28日閲覧。
2. ↑  “ゲッターロボ DEVOLUTION ~宇宙最後の3分間~ 第2巻”.   秋田書店. 2022年5月28日閲覧。
3. ↑  “ゲッターロボ DEVOLUTION ~宇宙最後の3分間~ 第3巻”.   秋田書店. 2022年5月28日閲覧。
4. ↑  “ゲッターロボ DEVOLUTION ~宇宙最後の3分間~ 第4巻”.   秋田書店. 2022年5月28日閲覧。
5. ↑  “ゲッターロボ DEVOLUTION ~宇宙最後の3分間~ 第5巻”.   秋田書店. 2022年5月28日閲覧。